# 일본국 헌법 제25조
일본국 헌법 제25조(일본어: 日本国憲法第25条)은 일본국 헌법 제3장 "국민의 권리와 의무"의 조문 중 하나이다. 사회권 중 하나인 생존권과 국가의 사회적 사명에 대해 규정하고 있다.

## 조문
일본국 헌법 제25조
① 모든 국민은 건강하고 문화적인 최저 한도의 생활을 영유할 권리를 갖는다.
② 국가는 모든 생활 부면에 대하여 사회 복지, 사회 보장 및 공중 위생의 향상 및 증진을 위하여 노력하여야 한다.

## 해설
최고재판소는 본 제25조를 계획성 규정으로 해석하고 있으며, 어디까지나 국가의 노력 목표를 선언한 것에 불과하다고 보았다. 따라서 구체적인 실현 방안에 대해서는 재량의 여지가 인정된다.